# فكتور فاركاس
فكتور فاركاس (بالمجرية: Farkas Viktor)‏ هو لاعب كرة قدم مجري في مركز الدفاع، ولد في 5 أكتوبر 1987 في بيونغيانغ في كوريا الشمالية. لعب مع نادي بودابست هونفيد ونادي بودابست ونادي ديوسجوري.